# Atletismo en los Juegos Europeos
El atletismo en los Juegos Europeos se realiza desde la primera edición. El evento es organizado por los Comités Olímpicos Europeos, junto con la Asociación Europea de Atletismo (EAA). 
En las dos primeras ediciones este deporte adoptó un formato simplificado de competiciones. En Bakú 2015 solo participaron 20 países de la tercera Liga Europea de Atletismo en una sola prueba: un torneo por equipos mixtos. En la segunda edición participaron los 30 mejores equipos europeos en diez pruebas diferentes. Para Cracovia 2023 se disputaron 38 pruebas: 18 masculinas, 18 femeninas y dos mixtas con los países divididos en tres divisiones.

## Ediciones
| Núm. | Año  | Sede                 | Instalación        |
| ---- | ---- | -------------------- | ------------------ |
| I    | 2015 | Bakú ( Azerbaiyán)   | Estadio Olímpico   |
| II   | 2019 | Minsk ( Bielorrusia) | Estadio Dinamo     |
| III  | 2023 | Cracovia ( Polonia)  | Estadio de Silesia |

## Medallero
- Actualizado a Cracovia 2023.

| Núm. | País            | Oro | Plata | Bronce | Total |
| ---- | --------------- | --- | ----- | ------ | ----- |
| 1    | Italia          | 8   | 5     | 4      | 17    |
| 2    | Ucrania         | 6   | 2     | 4      | 12    |
| 3    | Países Bajos    | 4   | 2     | 4      | 10    |
| 4    | Alemania        | 4   | 1     | 2      | 7     |
| 5    | Polonia         | 3   | 5     | 1      | 9     |
| 6    | Bielorrusia     | 3   | 4     | 0      | 7     |
| 7    | España          | 3   | 0     | 2      | 5     |
| 8    | Portugal        | 2   | 2     | 1      | 5     |
| 9    | Eslovenia       | 2   | 2     | 0      | 4     |
| 10   | Suiza           | 2   | 0     | 2      | 4     |
| 11   | Letonia         | 2   | 0     | 1      | 3     |
| 12   | República Checa | 1   | 4     | 0      | 5     |
| 13   | Rumania         | 1   | 2     | 1      | 4     |
| 14   | Rusia           | 1   | 2     | 0      | 3     |
| 15   | Francia         | 1   | 1     | 4      | 6     |
| 16   | Grecia          | 1   | 1     | 2      | 4     |
| 17   | Austria         | 1   | 0     | 1      | 2     |
| 17   | Finlandia       | 1   | 0     | 1      | 2     |
| 17   | Noruega         | 1   | 0     | 1      | 2     |
| 20   | Albania         | 1   | 0     | 0      | 1     |
| 20   | Serbia          | 1   | 0     | 0      | 1     |
| 22   | Suecia          | 0   | 3     | 1      | 4     |
| 23   | Turquía         | 0   | 2     | 3      | 5     |
| 24   | Eslovaquia      | 0   | 2     | 2      | 4     |
| 25   | Bélgica         | 0   | 2     | 1      | 3     |
| 26   | Chipre          | 0   | 2     | 0      | 2     |
| 27   | Lituania        | 0   | 1     | 3      | 4     |
| 28   | Hungría         | 0   | 1     | 1      | 2     |
| 29   | Croacia         | 0   | 1     | 0      | 1     |
| 29   | Estonia         | 0   | 1     | 0      | 1     |
| 29   | Luxemburgo      | 0   | 1     | 0      | 1     |
| 32   | Reino Unido     | 0   | 0     | 5      | 5     |
| 33   | Irlanda         | 0   | 0     | 1      | 1     |
| 33   | Israel          | 0   | 0     | 1      | 1     |
|      | TOTAL           | 49  | 49    | 49     | 147   |